# Saint-Séverin-sur-Boutonne
Saint-Séverin-sur-Boutonne là một xã trong tỉnh Charente-Maritime trong vùng Nouvelle-Aquitaine, tây nam nước Pháp. Xã Saint-Séverin-sur-Boutonne nằm ở khu vực có độ cao trung bình 50 mét trên mực nước biển.
Thị trấn nằm bên hữu ngạn sông Boutonne, sông tạo thành phần lớn ranh giới phía đông của xã này.